# Seticyphella niveola
Seticyphella niveola är en svampart som först beskrevs av Pier Andrea Saccardo, och fick sitt nu gällande namn av Agerer 1983. Seticyphella niveola ingår i släktet Seticyphella och familjen Cyphellaceae.   Inga underarter finns listade i Catalogue of Life.
I den svenska databasen Dyntaxa används istället namnet Flagelloscypha niveola för samma taxon.  Arten har ej påträffats i Sverige.